# 김태형 (1965년생 배우)
김태형(1965년 11월 30일 ~ )은 대한민국의 배우이다.

## 생애
동국대학교 연극영화학과를 나온 그는 대학 시절이었던 1986년 연극배우로 첫 데뷔하였으며 1993년 KBS 한국방송공사 15기 공채 탤런트로 정식 데뷔하였다.

## 출연작

### TV 드라마
- 1993년 KBS2 월화드라마 《일월》
- 1994년 KBS2 월화드라마 《한명회》
- 1994년 KBS2 수목드라마 《무당》
- 1994년 KBS2 주말연속극 《딸부잣집》 ... 오인태의 친구 역
- 1995년 KBS1 대하드라마 《김구》
- 1995년 KBS2 월화드라마 《서궁》
- 1995년 KBS2 수목드라마 《바람의 아들》
- 1996년 KBS1 대하드라마 《용의 눈물》
- 1998년 KBS1 대하드라마 《왕과 비》
- 1998년 KBS2 주말연속극 《야망의 전설》
- 2000년 KBS1 대하드라마 《태조 왕건》 ... 신방 역
- 2000년 MBC 수목 미니시리즈 《황금시대》
- 2001년 KBS2 수목드라마 《명성황후》 ... 선혜청 관리 역
- 2002년 SBS 월화드라마 《야인시대》
- 2002년 KBS2 수목드라마 《장희빈》 ... 이몽 역
- 2003년 KBS1 대하드라마 《무인시대》 ... 다점 관리 역
- 2004년 KBS1 대하드라마 《불멸의 이순신》 ... 갑철 역
- 2005년 MBC 주말 특별기획 드라마 《제5공화국》 ... 수지 킴 집을 방문하는 조총련계 일본인 역
- 2006년 KBS1 대하드라마 《서울 1945》 ... 인민군 소좌 역
- 2006년 SBS 대하드라마 《연개소문》... 양약 역
- 2007년 KBS1 농촌드라마 《산 너머 남촌에는》 ... 최대식 역
- 2011년 KBS1 대하드라마 《광개토태왕》 ... 댕이 역
- 2013년 KBS1 대하드라마 《대왕의 꿈》 ... 강수 역
- 2014년 KBS1 대하드라마 《정도전》 ... 이 내관 역
- 2015년 KBS1 대하드라마 《징비록》 ... 오타 가즈요시 역
- 2016년 KBS2 월화드라마 《뷰티풀 마인드》
- 2025년 MBC 금토드라마 《모텔 캘리포니아》 ... 금석경 역

### 영화
- 1998년 《찜》 ... 카페 남자 역
- 2001년 《소름》 ... 선영 남편 역
- 2002년 《휘파람 공주》 ... 닭벼슬 역
- 2004년 《어깨동무》 ... 음반사 사장 역 (특별출연)
- 2006년 《잔혹한 출근》 ... 주백통 부하 2 역
- 2007년 《이대근, 이댁은》 ... 당직 역
- 2011년 《량강도 아이들》 ... 꽃분 부 역
- 2012년 《미운오리새끼》 ... 헌벙4 역

### 방송 프로그램
- 1997년 ~ 1998년 SBS    《토요미스테리극장》 ... 각종 단역
- 2005년 ~ 2007년 MBC 《현장기록 형사》 ... 각종 단역
- 2014년 ~ 현재 MBN 《기막힌 이야기 실제상황》 ... 각종 단역
- 2013년 ~ 2016년 채널A 《천 개의 비밀 어메이징 스토리》 ... 각종 단역 (비고정)
- 2014년 ~ 2016년 TV조선 《이것은 실화다》 ... 각종 단역
- 2016년 ~ 현재 채널A 《천일야史》 ... 각종 단역 (비고정)

## 사건사고
2012년 8월에 이름이 밝히지 않은 자녀 세 명을 살해한 중견 탤런트 부인의 남편은 김태형으로 밝혀지면서 2013년 2월 4일 Y-STAR 《생방송 스타뉴스》에서 심경 고백을 하였다.